# Lac Granet
Lac Granet är en sjö i Kanada.   Den ligger i regionen Abitibi-Témiscamingue och provinsen Québec, i den sydöstra delen av landet, 300 km nordväst om huvudstaden Ottawa. Lac Granet ligger 315 meter över havet. Arean är 23,5 kvadratkilometer. Den sträcker sig 14,1 kilometer i nord-sydlig riktning, och 6,3 kilometer i öst-västlig riktning.
I omgivningarna runt Lac Granet växer i huvudsak blandskog. Trakten runt Lac Granet är nära nog obefolkad, med mindre än två invånare per kvadratkilometer.